# سعديكا راندهاوا
سعديكا راندهاوا ، شوهيرة سعديكا ، هي ممثلة هندية. كان ضهورها الرئيسي في افلام بوليود باللغة الهندية وعملت أيضًا في العديد من الأفلام باللغات الإقليمية بما في ذلك صناعة الأفلام التاميلية والتيلجو والبنجابية والغوجاراتية والماراثية والبهوجبرية.
كان ضهورها الاول سنة 1995في سنام هارجاي . بعد ذلك، غنت عام 1997 مع فيلم سلمى بي اجلي دايا للمخرج صوان كومار ، مقابل أيوب خان .مثل في الكثير من الافلام بلغات متعددة بما في ذلك هفتا فاسولي ، سوسواجاتام وغيرة  ابتداءً من عام 2010، لعبت دور البطولة في الأفلام التي تتمحور حول الإناث مثل الفيلم البنجابي Simran والأفلام الهندية Rivaaz و Chand Ke Pare و Bhanwari Ka Jaal .